# Chasseron
Der Chasseron ist ein 1608 m ü. M. hoher Gipfel im Waadtländer Jura in der Schweiz, etwa zehn Kilometer nordwestlich von Yverdon-les-Bains. 
Er ist Teil der südöstlichsten Kette des Faltenjuras, die steil zum Schweizer Mittelland abfällt. Der Höhenzug des Chasseron wird im Süden durch das Tal des Arnon, im Osten durch die Poëta-Raisse-Schlucht, im Norden und Nordwesten durch das tief eingeschnittene Tal von Noirvaux und im Westen durch den Jurapassübergang Col des Etroits (1152 m ü. M.) begrenzt. Die südöstliche Bergflanke fällt relativ sanft gegen die auf durchschnittlich 1200 m ü. M. liegende Hochterrasse von Les Rasses und Bullet ab. Erst unterhalb dieser Terrasse erfolgt die Steilstufe des Jurasüdhangs. Auf der Nordseite des Berges befindet sich ein Ausräumungskessel, eine sogenannte Halbklus. Hier hat ein Gewässer die harte Deckschicht des Chasseron-Kalksteins aufgebrochen. Auf der gegenüberliegenden Seite des Kessels stehen die Roches Blanches (1470 m ü. M.), über welche die Kantonsgrenze zwischen Waadt und Neuenburg verläuft.
Der Chasseron ist bis auf eine Höhe von etwa 1400 bis 1500 m ü. M. bewaldet, darüber liegen ausgedehnte Bergweiden. Am Südosthang des Chasseron wird im Winter Skisport betrieben. Es gibt mehrere Skilifte im Bereich von Les Rasses und Sainte-Croix. Auf dem Gipfel des Chasseron befindet sich ein Bergrestaurant mit Übernachtungsmöglichkeiten. Bei klarem Wetter bietet der Berg eine Rundsicht auf die Savoyer, die Walliser, die Berner Alpen und bis zum Säntis.
1959 wurde unterhalb des Gipfels ein 4,87 Kilogramm schwerer Stein-Eisen-Meteorit gefunden, aber zunächst nicht als Meteorit erkannt. Erst 2017 wurde er als Pallasit klassifiziert und unter dem offiziellen Namen Chasseron registriert.